# Hautteville-Bocage
Hautteville-Bocage är en kommun i departementet Manche i regionen Normandie i norra Frankrike. Kommunen ligger i kantonen Saint-Sauveur-le-Vicomte som tillhör arrondissementet Cherbourg. År 2022 hade Hautteville-Bocage 154 invånare.

## Befolkningsutveckling
Antalet invånare i kommunen Hautteville-Bocage
| Referens: INSEE |